# Nesosilicaat

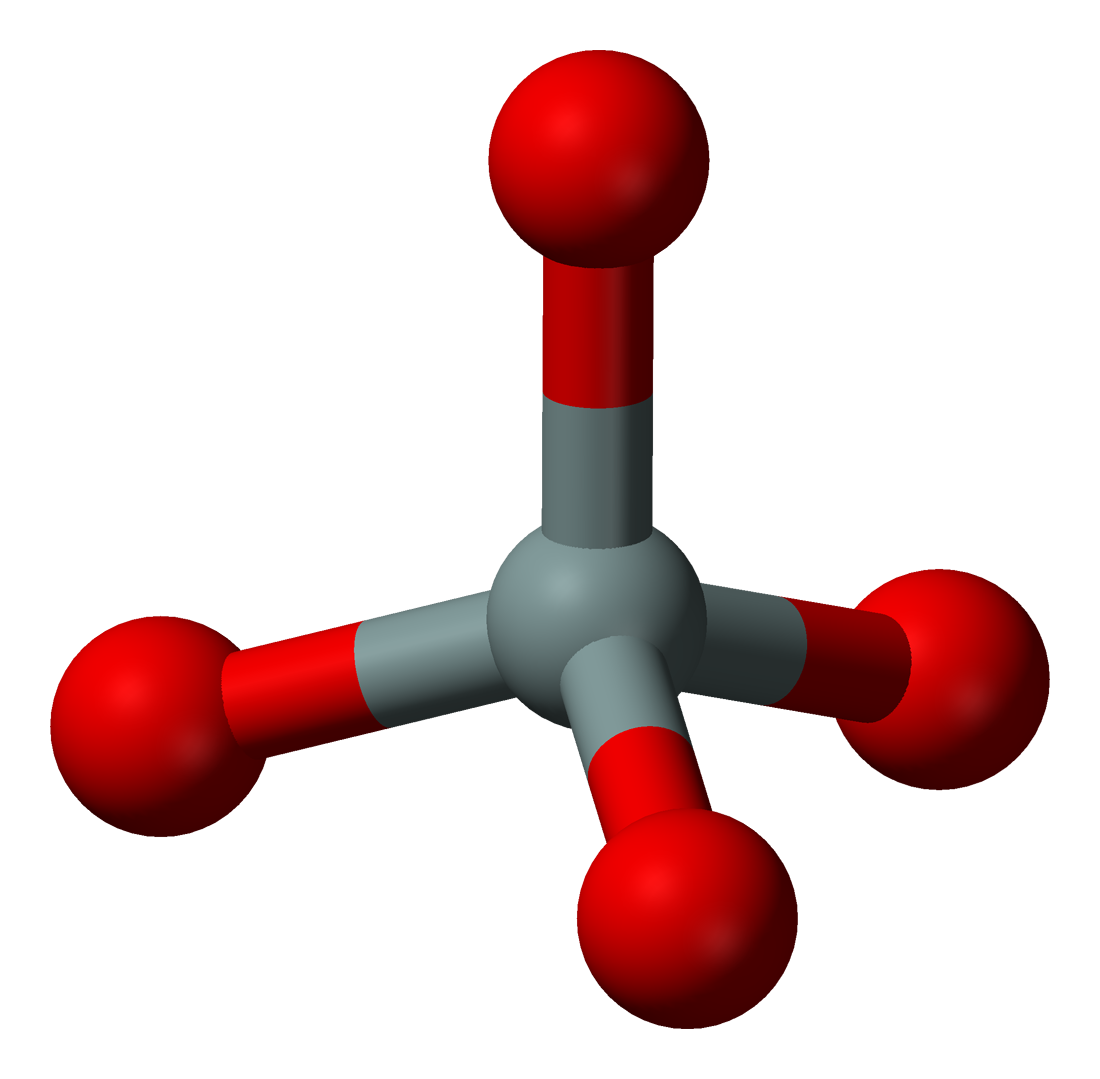
silicium
zuurstof

Een nesosilicaat, van het Griekse νησος, nēsos, eiland, of eilandsilicaat is een silicaat waarvan het kristalrooster is opgebouwd uit geïsoleerde regelmatige viervlakken van siliciumdioxide {\displaystyle {\ce {SiO_4}}}. De verhouding van silicium en zuurstof in nesosilicaten is 1:4, de laagst mogelijke waarde voor een silicaat. Twee belangrijke groepen mineralen die tot de nesosilicaten behoren zijn olivijnen en granaten. Andere veel voorkomende nesosilicaten zijn sillimaniet, kyaniet, andalusiet, stauroliet, chloritoïd, zirkoon, topaas, mulliet, de humietgroep, vesuvianiet en titaniet.

## Websites
- Encyclopædia Britannica. Nesosilicate.
- Encyclopædia Britannica. Nesosilicates.

Nesosilicaat · Inosilicaat · Sorosilicaat · Cyclosilicaat · Tectosilicaat · Fyllosilicaat